# آردمور (پنسیلوانیا)
آردمور (به انگلیسی: Ardmore) یک منطقهٔ مسکونی در ایالات متحده آمریکا است که در پنسیلوانیا واقع شده‌است. آردمور ۵٫۱ کیلومتر مربع مساحت و ۱۲٬۴۵۵ نفر جمعیت دارد و ۸۵٫۹۵ متر بالاتر از سطح دریا واقع شده‌است.